# Honda Grand Prix of Monterey 2000
Honda Grand Prix of Monterey 2000 var ett race som den sextonde deltävlingen i CART World Series 2000. Racet kördes den 10 september på Laguna Seca Raceway i Monterey, Kalifornien.

## Tävlingen
Hélio Castroneves ledde en dubbelseger för Marlboro Team Penske, sedan han och Gil de Ferran dominerat helgens händelser. De Ferran tog över mästerskapsledningen tack vare sin andraplats, och det faktum att titelkandidaterna Paul Tracy, Adrián Fernández och Michael Andretti blev elva, tolva respektive fjortonde. Dario Franchitti slutade trea i tävlingen, medan banexperten Bryan Herta blev fyra i ett inhopp för Forsythe Racing. 1998 och 1999 års vinnare Herta hade det inte lika lätt 2000, men imponerade ändå med sin förmåga att snabbt hitta fart med ett nytt team. 

## Slutresultat
| Plats | Förare               | Team                     | Grid | Kvaltid  |
| ----- | -------------------- | ------------------------ | ---- | -------- |
| 1     | Hélio Castroneves    | Marlboro Team Penske     | 1    | 1.07,722 |
| 2     | Gil de Ferran        | Marlboro Team Penske     | 2    | 1.07,823 |
| 3     | Dario Franchitti     | Team KOOL Green          | 3    | 1.08,148 |
| 4     | Bryan Herta          | Forsythe Racing          | 4    | 1.08,281 |
| 5     | Kenny Bräck          | Team Rahal               | 6    | 1.08,544 |
| 6     | Juan Pablo Montoya   | Chip Ganassi Racing      | 5    | 1.08,544 |
| 7     | Maurício Gugelmin    | PacWest Racing           | 7    | 1.08,608 |
| 8     | Jimmy Vasser         | Chip Ganassi Racing      | 9    | 1.08,642 |
| 9     | Patrick Carpentier   | Forsythe Racing          | 18   | 1.09,450 |
| 10    | Christian Fittipaldi | Newman/Haas Racing       | 8    | 1.08,627 |
| 11    | Paul Tracy           | Team KOOL Green          | 13   | 1.08,898 |
| 12    | Adrián Fernández     | Patrick Racing           | 17   | 1.09,414 |
| 13    | Mark Blundell        | PacWest Racing           | 21   | 1.09,638 |
| 14    | Michael Andretti     | Newman/Haas Racing       | 11   | 1.08,818 |
| 15    | Cristiano da Matta   | PPI Motorsports          | 15   | 1.09,321 |
| 16    | Max Papis            | Team Rahal               | 14   | 1.08,958 |
| 17    | Oriol Servià         | PPI Motorsports          | 10   | 1.08,800 |
| 18    | Tarso Marques        | Dale Coyne Racing        | 23   | 1.10,183 |
| 19    | Memo Gidley          | Della Penna Motorsports  | 26   | 1.10,869 |
| 20    | Luiz Garcia Jr.      | Arciero Racing           | 25   | 1.10,605 |
| 21    | Alex Barron          | Dale Coyne Racing        | 24   | 1.10,203 |
| 22    | Tony Kanaan          | Mo Nunn Racing           | 12   | 1.08,857 |
| 23    | Alex Tagliani        | Forsythe Racing          | 16   | 1.09,393 |
| 24    | Michel Jourdain Jr.  | Bettenhausen Motorsports | 20   | 1.09,538 |
| 25    | Roberto Moreno       | Patrick Racing           | 19   | 1.09,537 |
| 26    | Shinji Nakano        | Walker Racing            | 22   | 1.10,164 |